# 仮性結核
仮性結核（かせいけっかく、英：pseudotuberculosis）とは仮性結核菌（Y.pstb、エルシニア・シュードツベルクローシス、偽結核菌）感染を原因とする感染症。仮性結核菌はグラム陰性通性嫌気性桿菌であり、ヒト、ブタ、イヌ、ネコ、タヌキ、ネズミ、サル、シカ、イノシシ、ウサギなどが感受性を有する。低温菌。

## 症状
ヒトでは胃腸炎症状のほかに発熱、発疹、紅斑、咽頭炎などの多様な症状を示す。

重症合併症を引き起こすこともある。約10%が川崎病の診断基準(眼球結膜充血、苺舌、リンパ節腫脹など)を満たし、一部は冠動脈病変を伴う。また急性間質性腎炎による急性腎不全の合併例も約10%あり、これに対しては支持療法を行う。

## 治療
仮性結核菌はマクロライド系以外の抗菌薬には高い感受性を有している。